# Суниці
Суни́ці, або полуни́ці (Fragária) — рід багаторічних трав'янистих рослин родини трояндових, що зростають у Європі й Азії, Північній і Південній Америках. Розрізняють 24 види суниць та багато гібридів і культурних сортів. Це рослини з коротким кореневищем, розеткою трійчастих прикореневих листків і повзучими надземними пагонами (вусиками), що вкорінюються у вузлах, з яких розвиваються нові рослини. Квітки двостатеві, рідше одностатеві, білі, в щиткоподібних суцвіттях. Плоди — несправжні ягоди, соковиті, червоні або рожеві.

## Походження назви
Українське слово суниця походить од прасл. *sǫnica. За найпоширенішою версією, воно є утворенням з префіксу *sǫ- («су-») та кореня *nicь, похідного від дієслова *niknǫti («никнути», «схилятися додолу», «нахилятися»). Тобто, суниця — «поникла, схилена до землі ягода». Цю версію підтверджують її інші українські назви поземка, позьомка, землянка, земляника, а також назви в інших слов'янських мовах: пол. poziomka, серб. діал. jагода-поземљуха(ша). Друга версія виводить праслов'янське *sǫnica від давнішого *samonika, яке порівнюється з латис. suna(s) («мох»), тобто «мохова ягода», чи з sunukslis («наривчик», «пухирчик»), чи з грец. κυων («собака»), латис. suns («собака»), слов'янським сука (тобто — «собача ягода»). Третя версія пов'язує форму *samonika з дав.-інд. sunam («ріст», «процвітання»), лит. šaunas, saunus («славний», «доблесний»). Існує також версія, яка виводить назву суниць від слова «Сонце» (тобто, «сонячна ягода»).
Латинська родова назва суниць Fragaria пов'язана зі словом fragrans («запашний», «ароматний») і буквально значить «запашниця», «ароматниця».
До маловживаних назв роду слід віднести форми однини — суни́ця, полуни́ця — хоча зазвичай цими словами називають плоди окремих його представників.

## Види
- Диплоїдні види
  - Fragaria daltoniana
  - Fragaria iinumae
  - Fragaria nilgerrensis
  - Fragaria nipponica — суниці японські
  - Fragaria nubicola
  - Fragaria vesca — суниці лісові. Багаторічна трав'яниста рослина.
  - Fragaria viridis — суниці зелені.
  - Fragaria yezoensis
- Тетраплоїдні види
  - Fragaria moupinensis
  - Fragaria orientalis — суниці східні
- Гексаплоїдні види
  - Fragaria moschata — суниці високі. Культурні сорти вирощуються переважно в країнах Західної та Центральної Європи.
- Октаплоїдні види та гібриди
  - Fragaria × ananassa — полуниці садові. В Україні найпоширеніші серед культурних сортів.
  - Fragaria chiloensis — полуниці чилійські
  - Fragaria iturupensis — суниці ітурупські
  - Fragaria virginiana — суниці віргінські

## Практичне використання

### Хімічний склад
Суниці — цінне джерело вітаміну C. Плоди суниць містять цукри (до 10 %), лимонну, яблучну й саліцилові кислоти (1,6 %), дубильні й фарбувальні речовини, пектин. Крім того, вони відзначаються високим вмістом Fe, K, Mn, P, Ca, Co біологічно активних речовин, ефірних олій. Плоди й листки суниці багаті на вітаміни, у плодах містяться вітамін С (до 60 мг%), каротин (0,08 мг%), вітамін В1 (0,03 мг%), вітамін 132 (0,1 мг%), вітамін К (0,1 мг %), РР. Листки суниць теж можуть використовуватись як джерело вітаміну С (400 мг%).

### У харчуванні
З ягід суниць варять смачне і пахуче варення, виробляють соки, варять компоти. Соки та відвари плодів суниць мають приємний кисло-солодкий смак, чудовий запах і діють на організм тонізуюче та освіжаюче. Ягоди можна сушити на повітрі й сонці, поступово підсушуючи доти, доки перестануть липнути до рук.
У культурі розводять сотні сортів, але за біологічною цінністю всі вони не можуть зрівнятися зі своїми дикими родичами.
Свіжі ягоди мають неповторний аромат, прекрасно діють на організм людини, причому у сиропах, повидлах та в інших продуктах переробки суниць зберігаються всі поживні речовини та аромат, властивий свіжим плодам.

### Застосування в народній медицині
Ця ароматна та корисна ягода відома ще з доісторичних часів. Археологічні дані переконливо свідчать, що суниці були в меню первісної людини. Про них згадують Вергілій та Овідій. Перші записи про цілющі лікарські властивості ягід зроблені римлянином Апулеєм ще у 124 році н. е.
У російському старовинному травнику було написано: «Вода з ягід суничних серце зміцнює, і силу дає, і камінь усередині нищить». Давні мудреці запевняли: у домі, де їдять суниці, лікар не потрібен — суниці приносять здоров'я.
Свіжі ягоди суниць у великій пошані в народі. Треба сказати, що численним садовим формам суниць народна медицина не надає ніякого цілющого значення. Природно, лісові ягоди пахучі, багатші вітамінами і мінеральними речовинами, однак і садові суниці, особливо деякі їх форми, не позбавлені цінності. Народна медицина рекомендує свіжі ягоди лісових суниць при хворобах серця, печінки і жовчного міхура, при нервовому виснаженні, недокрів'ї та слабкості, при подагрі і ревматизмі, при вуграх і хронічному запорі. Мають вони і глистогінну дію. Чай з листя суниць відомий як такий, що очищає кров, сприяє кровотворенню і заспокоює нерви. Крім того, він має славу (значною мірою завдяки відомостям зі старих травників) як цілющий засіб при геморої, недугах селезінки і печінки, жіночих хворобах і водянці. З його допомогою намагаються досягти успіху навіть при астмі і хронічному бронхіті. Чай з кореневищ рекомендують при проносі і жовтяниці. Однак не варто надавати порадам народної медицини занадто великого значення.
Застосовують плоди і листя внутрішньо, — спілі ягоди до З кг на день протягом усього суничного сезону; відвар (20 г листя на 200 мл води) — по 2—3 столові ложки 3—8 разів на день або свіжий сік — по 4—8 столових ложок натще; та зовнішньо, — товчені ягоди накладають на уражену ділянку шкіри або роблять примочки з соку чи розпареного листя (влітку прикладають свіже листя).

### Фармакологічні властивості
Плоди суниць збуджують апетит, поліпшують травлення, виявляють легку сечогінну, потогінну й жовчогінну дію. Мають також бактерицидні та протизапальні властивості.
Корисно вживати ягоди суниць, особливо свіжі, при діабеті та захворюваннях щитоподібної залози. Допомагають вони при підвищеному артеріальному тиску, атеросклерозі, гастритах зі зниженою кислотністю, виразковій хворобі шлунка та дванадцятипалої кишки, колітах, поганій перистальтиці кишки (атонічні запори), жовчнокам'яній та сечокам'яній хворобах, подагрі.
Протипоказані плоди суниць при алергії на них, нирковій коліці, хронічному апендициті та гіперацидних гастритах.
Зовнішньо ягоди використовують у косметології та дерматології. З їхньою допомогою виводять плями і ластовиння, лікують лишаї та екземи. Кашку з розім'ятих плодів накладають на шкіру обличчя (маска) або використовують лосьйон — настій ягід на 40 % — ному спирті (горілці). Після цих процедур шкіра стає чистою, пружною, зникають дрібні зморшки.
Препарати з листків суниць розширюють судини, знижують артеріальний тиск, нормалізують ритм та амплітуду серцевих скорочень. Вони також підвищують тонус матки і посилюють її скорочення; сприяють виведенню солей з організму, виявляють жовчогінну, потогінну й протизапальну дію. Корисно вживати настій листків при цукровому діабеті, набряках, безсонні, бронхіальній астмі, жовчнокам'яній і сечокам'яній хворобах, подагрі та інших порушеннях сольового обміну, авітамінозах та анемії. Зовнішньо цей препарат використовують при мокнучих ранах (компреси) і для полоскань порожнини рота.
Є регулятором процесів обміну. Плоди — використовуються як глистогінний засіб, мають ефект лімфогінний, м'який сечогінний, м'який жовчогінний. Трава належить до імуномодуляторів.
Показанням до призначення в сучасній медицині є гіпертонічна хвороба, атеросклероз, подагра, жовчно- і нирковокам'яна хвороба, запалення слизової оболонки травного каналу, геморой, глистяна інвазія (аскариди, волосоголовець, гострики, солітер), нічне нетримання сечі, хвороби печінки, шкіри (лишай, гнійні кровоточиві й мокнучі рани та застарілі виразки, вугрі, екзема), рахіт, маткові кровотечі, хлороз, ожиріння, загальний занепад сил, неврастенія, бронхіт, бронхіальна астма, гіпо- і авітаміноз С. Призначається при порушеннях мінерального, ліпідного та цукрового обмінів. При подагрі (не зумовленій генетично) позитивний ефект зберігається при вживанні настоїв, відварів, витяжок. Кровоочисна дія суниць (зумовлена наявністю описаного комплексу БАС, які виводять з організму значну кількість токсинів) дає можливість застосування як сорбенту. Спостерігається позитивна динаміка на процент травлення, стан гепатобіліарної системи, загальний стан організму. Листя, траву, свіжі плоди рекомендовані за різних форм анемії.
При порушеннях мінерального, цукрового та ліпідного обмінів суниці — одна з найпопулярніших рослин у багатьох народів Європи у чистому вигляді, у сумішах з оплоднями квасолі, споришем та іншими рослинами. При нирковокам'яній та жовчнокам'яній хворобах лікування нерідко починають зі зборів, що складаються з оплоднів квасолі та листя суниць. Рослина корисна при ожирінні, причому іноді дає стабільні результати. Жовчогінна, сечогінна, насичення організму солями калію, кальцію, феруму, протимікробна, репаративна, сприяє дезінтоксикації організму (у тому числі й завдяки й потогінному ефекту) — усе це робить суниці незамінним продуктом для оздоровлення та за засобом для лікування багатьох недуг, зокрема тих, що виникають при порушеннях процесу травлення.
Ферменти, що завжди містяться у свіжих стиглих плодах (а також висушених, якщо вони не зазнавали температурного впливу понад 40 C°) також допомагають стабілізувати функцію травного тракту.
Суниці лісові мають унікальні властивості щодо впливу на лімфатичну систему. Висловлено думку, що вони прискорюють роботу «лімфатичного серця», яке розміщене в спинномозковому каналі на рівні сонячного сплетіння і скорочується в ритмі 1 раз на 4 хвилини. Взагалі, у народі рослина відома, як лімфогенна.
В усіх випадках не рекомендується чекати швидкого результату — він розвивається повільно, але характеризується стабільністю.
Листя і траву суниць рекомендують при різних формах анемії, а також при авітамінозах. Вживати плоди потрібно у свіжому чи висушеному вигляді (розмочувати, але не варити), вони сприяють виведенню гельмінтів. Народна медицина каже, що для досягнення такого ефекту, необхідно протягом дня з'їсти 2 кілограми свіжих плодів суниць.
Рекомендовано вживати чай з листя суниці протягом цілого року. Людина менше піддається вірусним інфекціям, покращується колір обличчя, зникає жовтуватість склер.
У дерматології суниці варто спробувати зовні і всередину при псоріазі та екземі (обережно! — можлива алергічна реакція, іноді непогані результати спостерігали при використанні свіжих плодів для компресів, іноді з трав. У косметиці використовують переважно свіжі плоди, взимку консервовані, без цукру, або користуються соком чи настойками (лосьйонами).
Протипоказанням до застосування є алергічні реакції, печінкові кольки в анамнезі, висока кислотність шлункового соку, геморагічний васкуліт.
Суниці посідають перше місце серед вітчизняних плодів та ягід за вмістом корисних речовин, необхідних організму для побудови скелета і зубів.
Особливо славляться суниці вмістом фолієвої кислоти, маючи перевагу над іншими плодами та ягодами за цим показником, а також кількістю вітаміну Е (у порічках, вишнях, черешнях, мандаринах його значно менше).
Суниці вважаються найбагатшими серед інших плодів та ягід за вмістом кальцію. А заліза в них так багато, що вони здійснюють помітну кровотворну та кровоочисну дію.
Ці ягоди містять багато вітаміну С. Влітку він потрібен для підтримки тонусу капілярів — завдяки цьому вони не пропускають зайву рідину в тканини. Цей ефект вітаміну С доповнюється сечогінною дією, яку надають суниці завдяки високому вмісту калію. А гіпертонікам і тим, у кого є набряки, ця ягода тим паче буде лікувальною — тиск нормалізується, набряки зменшуються. Вітамін С одночасно стимулює залози — наднирники: вони викидають гормони адреналін і кортизол, які підвищують працездатність. Тому суниці у великих кількостях не рекомендують вживати на ніч, краще — у першій половині дня.
Окрім вітаміну С, суниці містять багато вітамінів групи В. Вони виконують роль прискорювачів обмінних реакцій усередині клітин, тобто дозволяють витягувати енергію з продуктів перетравлення і спрямовувати її на забезпечення будь-якого виду роботи. Ці вітаміни додають енергійності та сприяють схудненню.[джерело?]

### Експериментальні дані
Відомо, що в суниці багато вітаміну С і він має протизапальний ефект. Наприклад, в ході одного дослідження 2007 року вдалося з'ясувати наступне: люди, які щоденно вживали капсули з суницею, відзначали на 40 % зниження гостроти суглобових болів і на 25 % поліпшення мобільності.
Доведено в експерименті бактеріостатичну дію. Вона найсильніше виявляється відносно стафілококів, особливо золотистого. У тварин при експериментальному вивченні настої листя суниць спричинюють незначне зниження кров'яного тиску і посилюють роботу серця.
Вчені провели експеримент. Вони запропонували огрядним людям щодня пити напій із суниць протягом шести тижнів. При цьому фіксувалися зміни в їх кров'яному тиску, чутливості до інсуліну, вазі, жирі в крові.
На базі експериментів виявили, що шкідливі показники здоров'я людини знизилися. Так, у середньому тиск впав на 3,4 %, а рівень холестерину — майже на 5-6 %. Укупі ці фактори зменшували ризик розвитку хвороб серця у огрядних людей на 17 %.

### Заготівля
Плоди суниць можна знайти в лісах, на галявинах, серед чагарників, на узліссях, степових схилах та в горах. Незважаючи на те, що природним ареалом зростання суниць є західний регіон України, суниці ввійшли до числа лікарських рослин східного регіону, оскільки на сьогодні вирощування та реалізація суниць широко практикується по всій Україні. Ця рослина поширена на Поліссі, в лісостепу, Карпатах. Її промислова заготівля можлива у Волинській, Рівненській, Житомирській, Київській, Черкаській, Чернігівській, на півночі Хмельницької й Сумської, у Львівській, Тернопільській, Івано-Франківській, Чернівецькій і Закарпатській областях.